# Tilläggsköpeskilling
Tilläggsköpeskilling (på engelska earnout) är en prismekanism som används vid framförallt  företagsförvärv för att reglera köparens betalning till säljaren. Eftersom riskerna för köparen kan vara betydande vid företagsförvärv och kapitalkostnaden är hög för lån och eget kapital finns många varianter av efterställd betalning, det vill säga att fullständig köpeskilling inte betalas vid tillträde och slutregleras vid en senare tidpunkt:
- köpeskillingsavräkning i förhållande till exempelvis eget kapital [2]
- uppskjuten fast betalning till ett förutbestämt datum
- deponera köpeskilling hos bank eller advokatbyrå
- bonus- eller optionsinstrument
- prestationspris (den egentliga tilläggsköpeskillingen)

## Fördelar och nackdelar
Samtliga prismekanismer ökar komplexiteten i köpavtalet och parternas relation efter tillträdet. Fördelarna med tilläggsköpeskiling är att parterna kan anpassa riskfördelningen, köparen får ytterligare säkerhet, säljaren får incitament till att verka för företagets fortsatta värdeökning. Nackdelarna är bland annat att incitamentsstrukturen kan motverka företagets långsiktiga utveckling och att de kan vara problematiska ur ett legalt perspektiv. Tilläggsköpeskillingar kan verka som en kompromisslösning mellan köpare och säljares prisförväntningar.

## Exempel och struktur
Ett exempel på ett avtalsvillkor om tilläggsköpeskillning:
"En tilläggsköpeskilling utbetalas om rörelseresultatet i bolaget överstiger 5 miljoner svenska kronor de två åren följande efter tillträdet. Tilläggsköpsskillingen uppgår vardera år till 30 procent av det överstigande beloppet."
Av exemplet framgår att avtalsvillkor om tilläggsköpeskilling är strukturerad efter åtminstone fyra parameter:
1. Prestationsmåttet är det mått som uppmäts för att avgöra om någon utbetalning ska ske. Prestationsmått bestäms ofta som en resultatnivå i målföretagets resultaträkning eller något annat finansiellt mått. Det kan dock vara andra verksamhetsrelaterade omständigheter.
2. Tröskeln är den preciserade nivå för det valda prestationsmåttet som måste uppnås för att tilläggsköpeskillingen ska falla ut.
3. Tidsperioden är den tid under vilken ytterligare utbetalningar enligt prismekanismen till säljaren kan komma ifråga
4. Tilläggsköpeskillingen är det belopp som ska betalas ut om tröskeln uppnås. Tilläggsköpeskillingen kan vara relaterad till prestationsmåttet eller till tröskeln.